# Óxido perclórico
El óxido perclórico, también llamado óxido de cloro (VII),  anhidrido perclórico, heptoxido de dicloro, es un compuesto químico inorgánico cuya  fórmula  es: Cl2O7
Es considerado como uno de los óxidos de cloro más estables, y el que está más oxigenado. Cuando reacciona con agua produce ácido perclórico.

## Propiedades físicas y químicas del óxido perclórico
Las principales propiedades físicas y químicas del óxido perclórico son:
- líquido incoloro volátil y aceitoso,
- peso molecular es de 182,9 g/mol,
- densidad de 1900 kg/m³
- puntos de fusión y de ebullición -91,57 °C y 82 °C respectivamente,
- espontáneamente explosivo al impacto o en contacto con la llama y especialmente en presencia de sus productos de descomposición,
- soluble en tetracloruro de carbono a temperatura ambiente,
- reacciona con agua para formar ácido perclórico,
- estalla al contacto con el yodo,
- en condiciones normales, es más estable, aunque con menos poder oxidante que los otros óxidos de cloro,
- óxido fuertemente ácido, y en solución forma un equilibrio con el ácido perclórico,
- en presencia hidróxidos de metales alcalinos, forma percloratos,
- su descomposición térmica se produce por la disociación monomolecular del trióxido de cloro y radical.